# Microxydia warreni
Microxydia warreni là một loài bướm đêm trong họ Geometridae.